# Südtiroler Wohnbauinstitut
Das Südtiroler Wohnbauinstitut (abgekürzt WOBI; italienisch Istituto provinciale di edilizia sociale, abgekürzt IPES) ist eine öffentlich-rechtliche Einrichtung des sozialen Wohnungsbaus in Südtirol. Der Verwaltungssitz befindet sich in der Landeshauptstadt Bozen.

## Geschichte
Das WOBI wurde in seiner heutigen Form im Jahr 1972, in Folge der Südtiroler Autonomiebestimmungen, begründet. Sein unmittelbarer materieller und rechtlicher Vorläufer war das 1934 im italienischen Faschismus geschaffene Istituto fascista autonomo per le case popolari, das in der 1927 errichteten Provinz Bozen Wohnraum für Zuwanderer im Kontext der vom Regime angestrebten Italianisierung Südtirols schaffen sollte, besonders in Bozen und den größeren Orten des Landes. Dessen Besitzstand ging dank der erweiterten Autonomiebestimmungen auf die Südtiroler Landesverwaltung über, die mit der Neukonstituierung des sozialen Wohnungsbaus 1972 rasch eine kapillare Wohnungsbautätigkeit zunächst vor allem im ländlichen Raum und abseits der Landeshauptstadt entfaltete. Erst in jüngerer Zeit setzte das WOBI auch in Bozen städtebauliche Akzente, insbesondere mit dem Neubau des Stadtviertels Kaiserau-Casanova. 2017 verwaltete es insgesamt an die 13.300 Wohnungen mit ungefähr 30.000 Bewohnern in 112 der 116 Südtiroler Gemeinden.

## Präsidenten des Verwaltungsrats
- 1972–1993: Karl Ferrari
- 1993–2005: Rosa Franzelin-Werth
- 2005–2010: Albert Pürgstaller
- 2010–2015: Konrad Pfitscher
- 2015–2020: Heiner Schweigkofler
- seit 2020: Francesca Tosolini